# Plasa Chișcăreni, județul Bălți
Plasa Chișcăreni a fost o unitate administrativ-teritorială din județul Bălți, România. Plasa a fost organizată în rezultatul implementării legii de unificare administrativ-teritorială a României din anul 1925. Plasa era condusă de pretor, fiind numit de prefectul județului Bălți.
În anul 1929 a fost aprobată o reformă administrativ-teritorială prin care plasa Chișcăreni divizată între plășile Slobozia-Bălți și Fălești.

## Lista localităților
Plasa Chișcăreni a fost alcătuită din 10 comune și 40 sate.
| Comună              | Localități                    | Amplasarea actuală |
| ------------------- | ----------------------------- | ------------------ |
| 1. Băcani           |                               |                    |
| Băcani              | Bocani, Fălești               |                    |
| Burghelea-Soci      | Burghelea, Fălești            |                    |
| Doltu               | Doltu, Fălești                |                    |
| Ișcălau-Vechi       | Ișcălău, Fălești              |                    |
| 2. Biliceni         |                               |                    |
| Biliceni            | Bilicenii Vechi, Sîngerei     |                    |
| Bilicenii-Noui      | Bilicenii Noi, Sîngerei       |                    |
| Coada-Iazului       | Coada Iazului, Sîngerei       |                    |
| Lipoveanca          | Lipovanca, Sîngerei           |                    |
| 3. Chișcăreni       |                               |                    |
| Chișcăreni          | Chișcăreni, Sîngerei          |                    |
| Nicoleanca          | Nicolaevca, Sîngerei          |                    |
| Sinădeni            | Pervomaisc, Fălești           |                    |
| Slobozia-Chișcăreni | Slobozia-Chișcăreni, Sîngerei |                    |
| Teura-Veche         | Tăura Veche, Sîngerei         |                    |
| 4. Ciuciueni        |                               |                    |
| Brejeni             | Brejeni, Sîngerei             |                    |
| Ciuciueni           | Ciuciuieni, Sîngerei          |                    |
| Ezărenii-Noui       | Iezărenii Noi, Sîngerei       |                    |
| Ezărenii-Vechi      | Iezărenii Vechi, Sîngerei     |                    |
| 5. Coșcodeni        |                               |                    |
| Bobletici           | Bobletici, Sîngerei           |                    |
| Bursuceni           | Bursuceni, Sîngerei           |                    |
| Coșcodeni           | Coșcodeni, Sîngerei           |                    |
| Flămânzeni          | Flămînzeni, Sîngerei          |                    |
| 6. Glingeni         |                               |                    |
| Glingeni            | Glinjeni, Fălești             |                    |
| Opinca              | Suvorovca, Fălești            |                    |
| Teura-Nouă          | Tăura Nouă, Sîngerei          |                    |
| 7. Mărăndeni        |                               |                    |
| Hiliuții-Noui       | Hiliuți, Fălești              |                    |
| Mărăndeni           | Mărăndeni, Fălești            |                    |
| 8. Pravila-de-Sus   |                               |                    |
| Bilieni             | Beleuți, Fălești              |                    |
| Cămăreni            | Comarovca, Fălești            |                    |
| Natalia             | Natalievca, Fălești           |                    |
| Pălăria             | Pălăria, Sîngerei             |                    |
| Pravila-de-Sus      | Popovca, Fălești              |                    |
| Țâmbala             | Țambula, Sîngerei             |                    |
| Țăpeni              | Țapoc, Fălești                |                    |
| 9. Slobozia-Măgura  |                               |                    |
| Măgura              | Măgura, Fălești               |                    |
| Măgurele            | Măgurele, Ungheni             |                    |
| Petrosul            | Pietrosu, Fălești             |                    |
| Slobozia-Măgura     | Slobozia-Măgura, Sîngerei     |                    |
| 10. Valea-lui-Vlad  |                               |                    |
| Bocancea            | Bocancea-Schit, Sîngerei      |                    |
| Dumbrăvița          | Dumbrăvița, Sîngerei          |                    |
| Valea-lui-Vlad      | Valea lui Vlad, Sîngerei      |                    |